# Eisschnelllauf-Mehrkampfweltmeisterschaft 2015

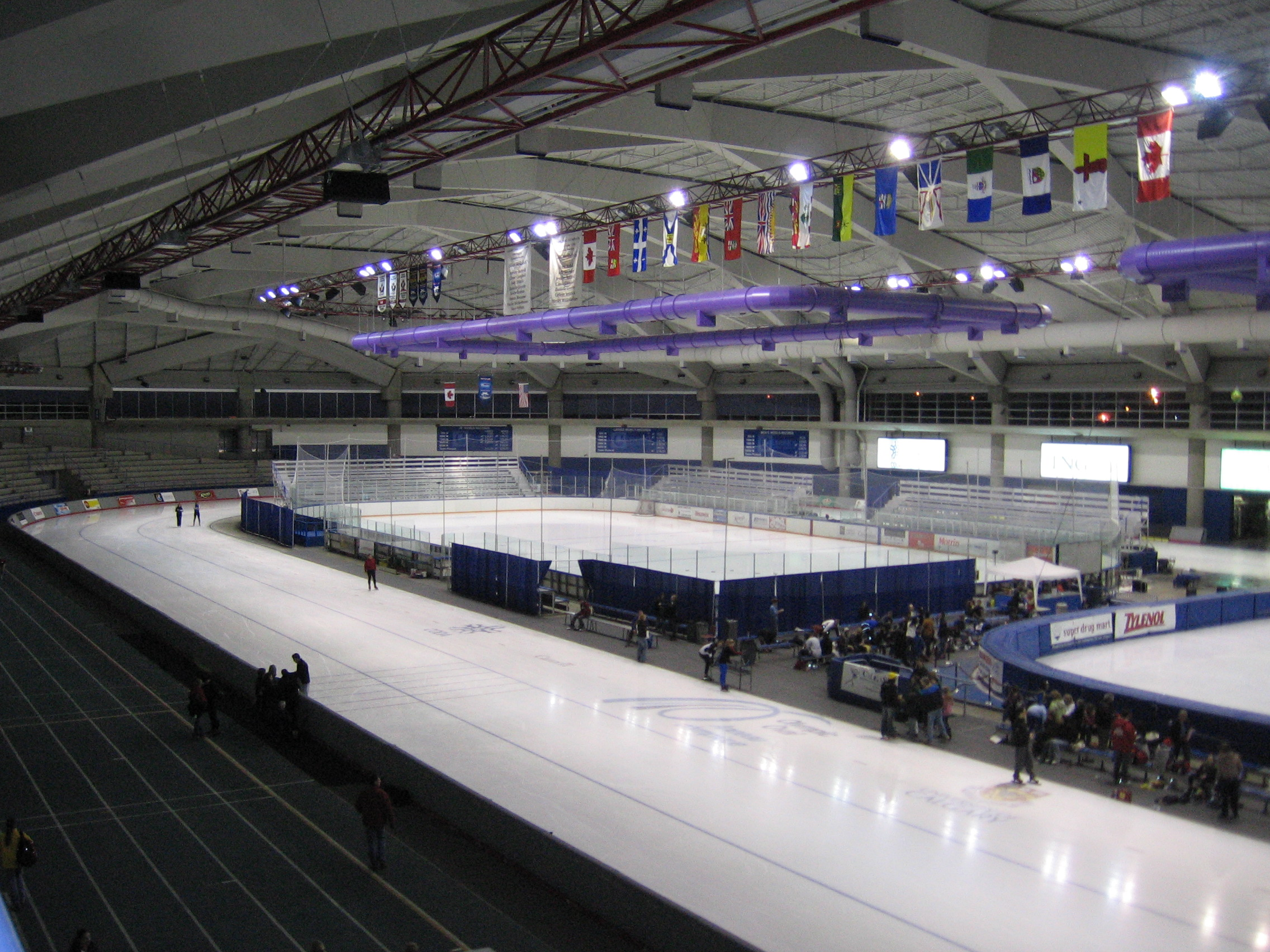
Der Austragungsort: das Olympic Oval

Die 109. Mehrkampfweltmeisterschaft (73. der Frauen) fand vom 7. bis 8. März 2015 im kanadischen Calgary statt. Die Wettbewerbe wurden im Olympic Oval ausgetragen.
Bei den Frauen siegte die Tschechin Martina Sáblíková. Die deutschen Teilnehmerinnen Claudia Pechstein und Leia Behlau konnten sich nicht für den abschließenden Lauf über 5000 Meter qualifizieren.
Der Niederländer Sven Kramer konnte sich bei den Männern zum siebten Mal den Titel sichern. Patrick Beckert aus Deutschland erreichte den 17. Platz, der Österreicher Bram Smallenbroek wurde 18.

## Teilnehmende Nationen
- 48 Athleten, 24 Frauen[1] und 24 Männer[2], nahmen an der Weltmeisterschaft teil. Insgesamt waren 18 Nationen vertreten.

| Teilnehmende Nationen (Frauen/Männer)              | Teilnehmende Nationen (Frauen/Männer) | Teilnehmende Nationen (Frauen/Männer)    | Teilnehmende Nationen (Frauen/Männer) | Teilnehmende Nationen (Frauen/Männer) |
| -------------------------------------------------- | ------------------------------------- | ---------------------------------------- | ------------------------------------- | ------------------------------------- |
| Belgien Volksrepublik China Deutschland Frankreich | Italien Japan Kanada Südkorea         | Lettland Niederlande Norwegen Österreich | Polen Russland Tschechien Ungarn      | Vereinigte Staaten Belarus            |

## Wettbewerb
Bei der Mehrkampfweltmeisterschaft geht es über jeweils vier Distanzen. Die Frauen laufen 500, 3000, 1500 und 5000 Meter und die Männer 500, 5000, 1500 und 10.000 Meter. Jede gelaufene Einzelstreckenzeit wird in Sekunden auf 500 m heruntergerechnet und addiert. Die Summe ergibt die Gesamtpunktzahl. Zur letzten Distanz (5000 m Frauen/10.000 m Männer) treten nur noch acht Teilnehmer an. Zugelassen werden Athleten, die sowohl in der Gesamtwertung nach drei Strecken als auch über die zweitlängste Distanz (3000 m Frauen/5000 m Männer) unter den besten 12 liegen und zusätzlich die bestplatzierten Athleten in der Gesamtwertung oder in der Einzelwertung über die zweitlängste Distanz. Meister wird, wer nach vier Strecken die niedrigste Gesamtpunktzahl erlaufen hat.

### Frauen

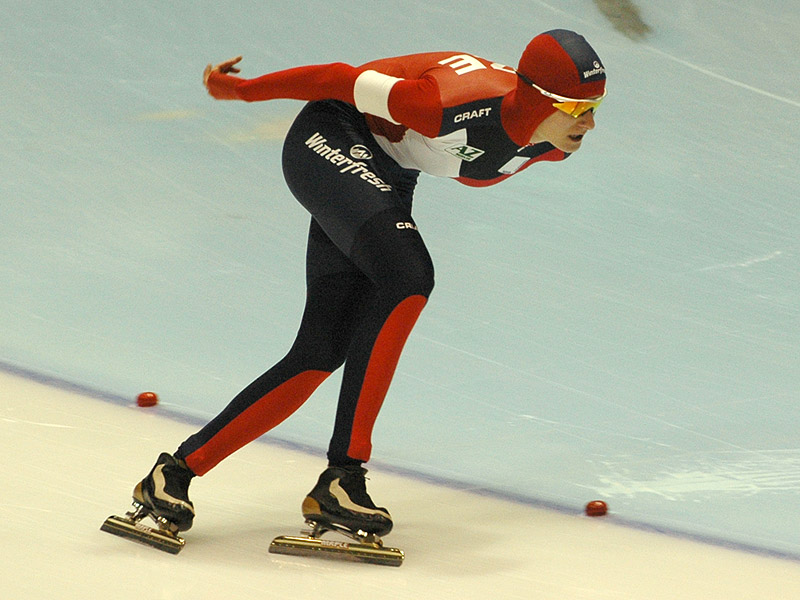
Mehrkampf-Weltmeisterin Martina Sáblíková

#### Endstand Kleiner-Vierkampf
- Zeigt die acht erfolgreichsten Sportlerinnen der Mehrkampf-WM (Finalteilnahme über 5000 Meter)
- Die Zahl in Klammern gibt die Platzierung je Einzelstrecke an, fett gedruckt die jeweils Schnellste.

| Rang | Name               | 500 Meter    | Pkt.   | 3000 Meter       | Pkt.   | 1500 Meter       | Pkt.   | 5000 Meter      | Pkt.   | Gesamt- Punkte |
| ---- | ------------------ | ------------ | ------ | ---------------- | ------ | ---------------- | ------ | --------------- | ------ | -------------- |
| 01   | Martina Sáblíková  | 39,23 s (10) | 39,320 | 3:55,10 min (1)  | 39,183 | 1:54,55 min (5)  | 38,183 | 6:51,21 min (1) | 41,121 | 157,717        |
| 02   | Ireen Wüst         | 38,73 s (3)  | 38,730 | 4:00,34 min (2)  | 40,056 | 1:54,28 min (3)  | 38,093 | 7:03,99 min (3) | 42,399 | 159,278        |
| 03   | Ida Njåtun         | 39,01 s (6)  | 39,010 | 4:04,89 min (8)  | 40,815 | 1:52,71 min (1)  | 37,570 | 7:04,00 min (4) | 42,400 | 159,795        |
| 04   | Heather Richardson | 37,11 s (1)  | 37,110 | 4:05,00 min (5)  | 40,488 | 1:54,23 min (2)  | 38,076 | 7:20,27 min (7) | 44,027 | 160,046        |
| 05   | Linda de Vries     | 39,26 s (13) | 39,260 | 4:02,41 min (3)  | 40,401 | 1:55,57 min (6)  | 38,523 | 7:03,43 min (2) | 42,343 | 160,527        |
| 06   | Ivanie Blondin     | 38,93 s (4)  | 38,930 | 4:04,03 min (6)  | 40,671 | 1:56,85 min (12) | 38,950 | 7:06,99 min (5) | 42,699 | 161,250        |
| 07   | Marije Joling      | 39,24 s (11) | 39,240 | 4:02,85 min (4)  | 40,475 | 1:58,86 min (16) | 39,620 | 7:08,80 min (6) | 42,880 | 162,215        |
| 08   | Kali Christ        | 38,67 s (2)  | 38,670 | 4:06,99 min (11) | 41,165 | 1:54,44 min (4)  | 38,146 | 7:24,10 min (8) | 44,410 | 162,391        |
|      |                    |              |        |                  |        |                  |        |                 |        |                |
| 10   | Claudia Pechstein  | 40,00 s (17) | 40,000 | 4:02,93 min (5)  | 40,488 | 1:56,35 min (8)  | 38,783 | DNS             | DNS    | 119,271        |
| 22   | Leia Behlau        | 41,40 s (23) | 41,400 | 4:12,38 min (21) | 42,063 | 1:59,96 min (19) | 39,986 | DNS             | DNS    | 123,449        |

#### 500 Meter
| Platz | Name               | Land                | Zeit    | Punkte |
| ----- | ------------------ | ------------------- | ------- | ------ |
| 01    | Heather Richardson | Vereinigte Staaten  | 37,11 s | 37,110 |
| 02    | Kali Christ        | Kanada              | 38,67 s | 38,670 |
| 03    | Ireen Wüst         | Niederlande         | 38,73 s | 38,730 |
| 04    | Ivanie Blondin     | Kanada              | 38,93 s | 38,930 |
| 05    | Xin Zhao           | Volksrepublik China | 38,98 s | 38,980 |
| 06    | Ida Njåtun         | Norwegen            | 39,01 s | 39,010 |
| 07    | Ayaka Kikuchi      | Japan               | 39,04 s | 39,040 |
| 08    | Nana Takagi        | Japan               | 39,18 s | 39,180 |
| 09    | Julija Skokowa     | Russland            | 39,22 s | 39,220 |
| 10    | Martina Sáblíková  | Tschechien          | 39,23 s | 39,230 |
|       |                    |                     |         |        |
| 17    | Claudia Pechstein  | Deutschland         | 40,00 s | 40,000 |
| 23    | Leia Behlau        | Deutschland         | 41,40 s | 41,400 |

#### 3000 Meter
| Platz | Name               | Land               | Zeit        | Punkte |
| ----- | ------------------ | ------------------ | ----------- | ------ |
| 01    | Martina Sáblíková  | Tschechien         | 3:55,10 min | 39,183 |
| 02    | Ireen Wüst         | Niederlande        | 4:00,34 min | 40,056 |
| 03    | Linda de Vries     | Niederlande        | 4:02,41 min | 40,401 |
| 04    | Marije Joling      | Niederlande        | 4:02,85 min | 40,475 |
| 05    | Claudia Pechstein  | Deutschland        | 4:02,93 min | 40,488 |
| 06    | Ivanie Blondin     | Kanada             | 4:04,03 min | 40,671 |
| 07    | Natalja Woronina   | Russland           | 4:04,54 min | 40,756 |
| 08    | Ida Njåtun         | Norwegen           | 4:04,89 min | 40,815 |
| 09    | Heather Richardson | Vereinigte Staaten | 4:05,00 min | 40,833 |
| 10    | Luiza Złotkowska   | Polen              | 4:06,79 min | 41,131 |
|       |                    |                    |             |        |
| 21    | Leia Behlau        | Deutschland        | 4:12,38 min | 42,063 |

#### 1500 Meter
| Platz | Name               | Land               | Zeit        | Punkte |
| ----- | ------------------ | ------------------ | ----------- | ------ |
| 01    | Ida Njåtun         | Norwegen           | 1:52,1 min  | 37,570 |
| 02    | Heather Richardson | Vereinigte Staaten | 1:54,23 min | 38,076 |
| 03    | Ireen Wüst         | Niederlande        | 1:54,28 min | 38,093 |
| 04    | Kali Christ        | Kanada             | 1:54,44 min | 38,146 |
| 05    | Martina Sáblíková  | Tschechien         | 1:54,55 min | 38,183 |
| 06    | Linda de Vries     | Niederlande        | 1:55,57 min | 38,523 |
| 07    | Julija Skokowa     | Russland           | 1:56,30 min | 38,766 |
| 08    | Claudia Pechstein  | Deutschland        | 1:56,35 min | 38,783 |
| 09    | Nana Takagi        | Japan              | 1:56,46 min | 38,820 |
| 10    | Luiza Złotkowska   | Polen              | 1:56,50 min | 38,833 |
|       |                    |                    |             |        |
| 19    | Leia Behlau        | Deutschland        | 1:59,96 min | 39,986 |

#### 5000 Meter
| Platz | Name               | Land               | Zeit        | Punkte |
| ----- | ------------------ | ------------------ | ----------- | ------ |
| 01    | Martina Sáblíková  | Tschechien         | 6:51,21 min | 41,121 |
| 02    | Linda de Vries     | Niederlande        | 7:03,43 min | 42,343 |
| 03    | Ireen Wüst         | Niederlande        | 7:03,99 min | 42,399 |
| 04    | Ida Njåtun         | Norwegen           | 7:04,00 min | 42,400 |
| 05    | Ivanie Blondin     | Kanada             | 7:06,99 min | 42,699 |
| 06    | Marije Joling      | Niederlande        | 7:08,80 min | 42,880 |
| 07    | Heather Richardson | Vereinigte Staaten | 7:20,27 min | 44,027 |
| 08    | Kali Christ        | Kanada             | 7:24,10 min | 44,410 |

### Männer

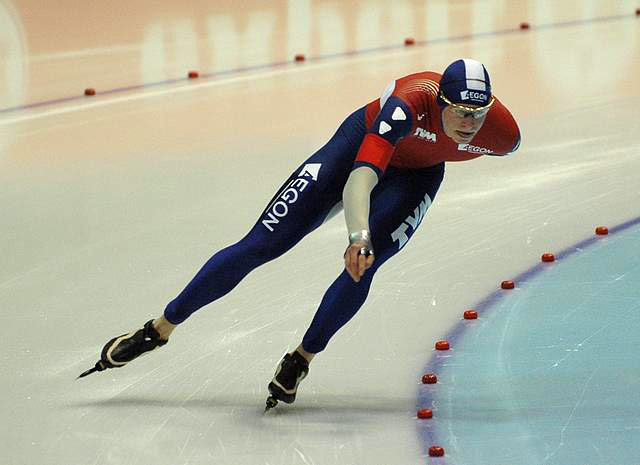
Mehrkampf-Weltmeister Sven Kramer

#### Endstand Großer-Vierkampf
- Zeigt die acht erfolgreichsten Sportler der Mehrkampf-WM (Finalteilnahme über 10.000 Meter)
- Die Zahl in Klammern gibt die Platzierung je Einzelstrecke an, fett gedruckt der jeweils Schnellste.

| Rang | Name                  | 500 Meter    | Pkt.   | 5000 Meter       | Pkt.   | 1500 Meter       | Pkt.   | 10.000 Meter     | Pkt.   | Gesamt- Punkte |
| ---- | --------------------- | ------------ | ------ | ---------------- | ------ | ---------------- | ------ | ---------------- | ------ | -------------- |
| 01   | Sven Kramer           | 36,20 s (10) | 36,200 | 6:07,49 min (1)  | 36,749 | 1:44,18 min (3)  | 34,726 | 12:56,69 min (1) | 38,834 | 146,509        |
| 02   | Denis Juskow          | 35,64 s (2)  | 35,640 | 6:13,64 min (3)  | 37,364 | 1:42,92 min (1)  | 34,306 | 13:12,49 min (5) | 39,624 | 146,934        |
| 03   | Sverre Lunde Pedersen | 35,87 s (4)  | 35,870 | 6:11,77 min (2)  | 37,177 | 1:43,99 min (2)  | 34,663 | 13:09,45 min (4) | 39,472 | 147,182        |
| 04   | Bart Swings           | 36,70 s (21) | 36,700 | 6:15,42 min (5)  | 37,542 | 1:44,18 min (3)  | 34,726 | 13:06,62 min (3) | 39,331 | 148,299        |
| 05   | Alexis Contin         | 36,57 s (15) | 36,570 | 6:15,02 min (4)  | 37,502 | 1:46,28 min (12) | 35,426 | 13:04,80 min (2) | 39,240 | 148,738        |
| 06   | Douwe de Vries        | 36,63 s (20) | 36,630 | 6:17,81 min (7)  | 37,781 | 1:46,79 min (14) | 35,596 | 13:17,64 min (6) | 39,882 | 149,889        |
| 07   | Denny Morrison        | 34,98 s (1)  | 34,980 | 6:25,01 min (11) | 38,501 | 1:44,35 min (5)  | 34,783 | 13:54,90 min (8) | 41,745 | 150,009        |
| 08   | Konrad Niedźwiedzki   | 35,93 s (6)  | 35,930 | 6:25,09 min (12) | 38,509 | 1:45,27 min (7)  | 35,090 | 13:42,86 min (7) | 41,143 | 150,672        |
|      |                       |              |        |                  |        |                  |        |                  |        |                |
| 17   | Patrick Beckert       | 37,77 s (23) | 37,770 | 6:16,60 min (6)  | 37,660 | 1:46,81 min (15) | 35,603 | DNS              | DNS    | 111,033        |
| 18   | Bram Smallenbroek     | 36,57 s (15) | 36,570 | 6:31,33 min (18) | 39,133 | 1:46,89 min (17) | 35,630 | DNS              | DNS    | 111,333        |

#### 500 Meter
| Platz | Name                  | Land        | Zeit    | Punkte |
| ----- | --------------------- | ----------- | ------- | ------ |
| 01    | Denny Morrison        | Kanada      | 34,98 s | 34,980 |
| 02    | Denis Juskow          | Russland    | 35,64 s | 35,640 |
| 03    | Zbigniew Bródka       | Polen       | 35,78 s | 35,780 |
| 04    | Sverre Lunde Pedersen | Norwegen    | 35,91 s | 35,910 |
| 05    | Håvard Bøkko          | Norwegen    | 35,91 s | 35,910 |
| 06    | Konrad Niedźwiedzki   | Polen       | 35,93 s | 35,930 |
| 07    | Jan Szymański         | Polen       | 35,97 s | 35,970 |
| 08    | Kim Cheol-min         | Südkorea    | 36,04 s | 36,040 |
| 09    | Sergei Grjaszow       | Russland    | 36,17 s | 36,170 |
| 10    | Sven Kramer           | Niederlande | 36,20 s | 36,200 |
| 10    | Haralds Silovs        | Lettland    | 36,20 s | 36,200 |
|       |                       |             |         |        |
| 15    | Bram Smallenbroek     | Österreich  | 36,57 s | 36,570 |
| 23    | Patrick Beckert       | Deutschland | 37,77 s | 37,770 |

#### 5000 Meter
| Platz | Name                  | Land        | Zeit        | Punkte |
| ----- | --------------------- | ----------- | ----------- | ------ |
| 01    | Sven Kramer           | Niederlande | 6:07,49 min | 36,749 |
| 02    | Sverre Lunde Pedersen | Norwegen    | 6:11,77 min | 37,177 |
| 03    | Denis Juskow          | Russland    | 6:13,64 min | 37,364 |
| 04    | Alexis Contin         | Frankreich  | 6:15,02 min | 37,502 |
| 05    | Bart Swings           | Belgien     | 6:15,42 min | 37,542 |
| 06    | Patrick Beckert       | Deutschland | 6:16,60 min | 37,660 |
| 07    | Douwe de Vries        | Niederlande | 6:17,81 min | 37,781 |
| 08    | Ted-Jan Bloemen       | Kanada      | 6:22,40 min | 38,240 |
| 09    | Andrea Giovannini     | Italien     | 6:23,62 min | 38,362 |
| 10    | Simen Spieler Nilsen  | Norwegen    | 6:24,69 min | 38,469 |
|       |                       |             |             |        |
| 18    | Bram Smallenbroek     | Österreich  | 6:31,33 min | 39,133 |

#### 1500 Meter
| Platz | Name                  | Land        | Zeit        | Punkte |
| ----- | --------------------- | ----------- | ----------- | ------ |
| 01    | Denis Juskow          | Russland    | 1:42,92 min | 34,306 |
| 02    | Sverre Lunde Pedersen | Norwegen    | 1:43,99 min | 34,663 |
| 03    | Bart Swings           | Belgien     | 1:44,18 min | 34,726 |
| 03    | Sven Kramer           | Niederlande | 1:44,18 min | 34,726 |
| 05    | Denny Morrison        | Kanada      | 1:44,35 min | 34,783 |
| 06    | Zbigniew Bródka       | Polen       | 1:44,98 min | 34,993 |
| 07    | Konrad Niedźwiedzki   | Polen       | 1:45,27 min | 35,090 |
| 08    | Haralds Silovs        | Lettland    | 1:45,71 min | 35,236 |
| 09    | Lee Seung-hoon        | Südkorea    | 1:45,93 min | 35,310 |
| 10    | Sergei Grjaszow       | Russland    | 1:45,95 min | 35,316 |
|       |                       |             |             |        |
| 15    | Patrick Beckert       | Deutschland | 1:46,81 min | 35,603 |
| 17    | Bram Smallenbroek     | Österreich  | 1:46,89 min | 35,630 |

#### 10.000 Meter
| Platz | Name                  | Land        | Zeit         | Punkte |
| ----- | --------------------- | ----------- | ------------ | ------ |
| 01    | Sven Kramer           | Niederlande | 12:56,69 min | 38,834 |
| 02    | Alexis Contin         | Frankreich  | 13:04,80 min | 39,240 |
| 03    | Bart Swings           | Belgien     | 13:06,62 min | 39,331 |
| 04    | Sverre Lunde Pedersen | Norwegen    | 13:09,45 min | 39,472 |
| 05    | Denis Juskow          | Russland    | 13:12,49 min | 39,624 |
| 06    | Douwe de Vries        | Niederlande | 13:17,64 min | 39,882 |
| 07    | Konrad Niedźwiedzki   | Norwegen    | 13:42,86 min | 41,143 |
| 08    | Denny Morrison        | Kanada      | 13:54,90 min | 41,745 |